# Teofil Codreanu
Teofil Codreanu (Bucarest, 1 de febrer de 1941-ibídem, 10 de gener de 2016) va ser un futbolista romanès que jugava en la demarcació de migcampista.

## Internacional
Va jugar un total de tres partits amb la selecció de futbol de Romania. Va fer el seu debut el 17 de juny de 1964 en un partit amistós contra Iugoslàvia que va acabar amb un resultat d'1-2 a favor del conjunt romanès. El seu segon partit va ser de classificació per a la Copa Mundial de Futbol de 1966 contra Turquia. El seu tercer i últim partit el va celebrar el 26 de maig de 1971 contra Albània per a la classificació cap als Jocs Olímpics de Múnic 1972.

## Clubs
| Club           | País | Any         | Partits | Gols |
| -------------- | ---- | ----------- | ------- | ---- |
| Rapid Bucarest |      | 1961 - 1973 | 258     | 39   |

## Palmarès

### Campionats nacionals
| Títol           | Club           | País    | Any  |
| --------------- | -------------- | ------- | ---- |
| Lliga I         | Rapid Bucarest | Romania | 1967 |
| Copa de Romania | Rapid Bucarest | Romania | 1972 |